# Širín
Širín (persky: شیرین; zemřela 628) byla manželka sásánovského císaře Husrava II. (vládl 590–628). Během revoluce po smrti Husravova otce Hormizda IV. převzal moc nad perskou říší generál Bahrám Čóvén. Širín uprchla s Husravem do římské Sýrie, kde žili pod ochranou byzantského císaře Maurikia.
V roce 591 se Husrav vrátil do Persie, aby převzal kontrolu nad říší a Širín se stala královnou. Svůj nový vliv využila k podpoře křesťanské menšiny v Íránu, ale politická situace si vyžádala, aby tak činila diskrétně. Zpočátku se hlásila k církvi Východu, ale později se připojila k miafyzitské antiochijské církvi, nyní známé jako syrské pravoslavné církvi. Po sásánovském dobytí Jeruzaléma v roce 614, uprostřed byzantsko-sásánovské války v letech 602 až 628, Peršané získali Ježíšův Svatý Kříž a přivezli jej do svého hlavního města Ktésifónu, kde ho Širín umístila do svého paláce.
Dlouho po své smrti se stala významnou hrdinkou perské literatury jako vzor věrné milenky a manželky. Objevuje se v Šáhnáme a románu Husrav a Širín od Nizámí Gandžavího (1141–1209), je však zmiňována v mnoha dalších dílech. Její příběh podrobně zpracovaný v literatuře se jen málo nebo vůbec nepodobá několika málo známým historickým faktům z jejího života, ačkoli její křesťanská víra a potíže po atentátu na jejího manžela zůstávají jeho součástí, stejně jako Husravovo vyhnanství před tím, než znovu získal svůj trůn. Po jejich prvním náhodném setkání, během kterého Husrav nevěděl o její identitě, se v příběhu objevuje spoustu zvratů, přičemž dvojice je často oddělena, což zabírá většinu příběhu. Poté, co je Husrav svým vlastním synem zabit, syn požaduje, aby si ho Širín vzala, čemuž se ona vyhne tím, že spáchá sebevraždu.

## Původ
Její původ je nejistý. Podle arménského historika Sebea ze 7. století († po 661) pocházela z Chúzistánu v jihozápadním Íránu. Dvě syrské kroniky však uvádějí, že byla „Araménkou“, tj. z oblasti Asóristánu. Perský historik Mírchvánd († 1498) uvádí, že bývala služkou v perském domě, který Husrav II. pravidelně v průběhu dospívání navštěvoval. Perský epos Šáhnáme („Kniha králů“) od Firdausího († 1019/1025) z 11. století, který vycházel ze středoperského textu Chwadáj-Námag („Kniha pánů“), uvádí, že Širín byla v době, kdy uprchl do Byzantské říše, již za Husrava II. provdána. Žádná z těchto zpráv není podložena dřívějšími zdroji, což může naznačovat, že šlo o pozdější legendy. Byzantský historik Theofylaktos Simokattés z počátku 7. století nezmiňuje jména dvou žen, které uprchly s Husravem II.
Tradice identifikující Širín jako Arménku se zdá být pozdějšího původu.